# Bröstatrofi
Bröstatrofi är en medicinsk term för minskad (atrofi) bröstvolym (hos kvinnor). Bröstatrofi är förväntat och normalt vid klimakteriet. Det kan också förekomma som symptom på exempelvis endokrina sjukdomar som primärt eller sekundärt leder till minskade nivåer kvinnliga könshormoner (östrogen och progesteron) eller benigna eller maligna tumörer i äggstockarna, såsom arrenoblastom.
Bröstatrofi kan även uppkomma vid anorexia. Denna typ av atrofi kan återställas med hjälp av näringsriktig kost.